# Сидни (Њујорк)
Сидни (енгл. Sidney) град је у америчкој савезној држави Њујорк.

## Демографија
По попису из 2010. године број становника је 3.900, што је 168 (-4,1%) становника мање него 2000. године.
| Група             | 2000.         | 2010.         |
| Белци             | 3.871 (95,2%) | 3.686 (94,5%) |
| Афроамериканци    | 37 (0,9%)     | 33 (0,8%)     |
| Азијати           | 39 (1,0%)     | 41 (1,1%)     |
| Хиспаноамериканци | 62 (1,5%)     | 88 (2,3%)     |
| Укупно            | 4.068         | 3.900         |